# Киркинский сельсовет (Кайтагский район)
Киркинский сельсовет  — административно-территориальная единица и муниципальное образование со статусом сельского поселения в Кайтагском районе Дагестана Российской Федерации.
Административный центр — село Кирки.

## Население
| 2002 | 2010 | 2012 | 2013 | 2014 | 2015 | 2016 |
| ---- | ---- | ---- | ---- | ---- | ---- | ---- |
| 366  | ↘313 | ↘309 | ↗310 | ↘307 | ↘300 | ↘291 |
| 2017 | 2018 | 2019 | 2020 | 2021 | 2023 | 2024 |
| ↘275 | ↘271 | ↗275 | ↘264 | ↗402 | ↘397 | ↘386 |
| 2025 |      |      |      |      |      |      |
| ↘376 |      |      |      |      |      |      |

## Состав
| № | Населённый пункт | Тип населённого пункта       | Население |
| - | ---------------- | ---------------------------- | --------- |
| 1 | Кирки            | село, административный центр | ↗252      |
| 2 | Турага           | село                         | ↗72       |
| 3 | Шиланша          | село                         | ↘78       |